# Cygnet
Cygnet és una població dels Estats Units a l'estat d'Ohio. Segons el cens del 2000 tenia 564 habitants.

## Demografia
Segons el cens del 2000, Cygnet tenia 564 habitants, 211 habitatges, i 158 famílies. La densitat de població era de 640,5 habitants per km².
Dels 211 habitatges en un 34,6% hi vivien nens de menys de 18 anys, en un 61,6% hi vivien parelles casades, en un 8,1% dones solteres, i en un 25,1% no eren unitats familiars. En el 21,8% dels habitatges hi vivien persones soles el 9,5% de les quals corresponia a persones de 65 anys o més que vivien soles. El nombre mitjà de persones vivint en cada habitatge era de 2,67 i el nombre mitjà de persones que vivien en cada família era de 3,13.
Per edats la població es repartia de la següent manera: un 30,1% tenia menys de 18 anys, un 6,2% entre 18 i 24, un 31,4% entre 25 i 44, un 20,7% de 45 a 60 i un 11,5% 65 anys o més.
L'edat mediana era de 36 anys. Per cada 100 dones de 18 o més anys hi havia 100 homes.
La renda mediana per habitatge era de 36.538 $ i la renda mediana per família de 37.750 $. Els homes tenien una renda mediana de 30.391 $ mentre que les dones 25.368 $. La renda per capita de la població era de 15.000 $. Aproximadament el 3,2% de les famílies i el 4,6% de la població estaven per davall del llindar de pobresa.

## Poblacions més properes
El següent diagrama mostra les poblacions més properes.